# 林一二
林一二株式会社（はやしかずじ）は、大阪府大阪市東成区東今里三丁目に本社を置く総合乳業メーカーである。センタンアイスクリームの銘柄で知られる。
主に冷菓の製造を行っているが、食品原材料の製造や化成品の開発・製造も手掛けている。社名は創業者の名前に因んでいる。

## 沿革
- 1930年 - 創業者・林一二が製菓原料の卸売及び仙丹飴の製造販売を目的として、大阪・谷町において林一二商店（センタン飴本舗）を創業。
- 1949年 - 株式会社に改組。
- 1950年 - 本社を現在地に移転。
- 1959年 - アイスクリームの製造を開始。化成品工場新設。
- 1962年 - 王将発売開始。
- 1963年 - 合成樹脂部門を分離し、林化学工業株式会社を設立。
- 1969年 - 堺工場を新設。アイスクリーム設備を拡大。
- 1970年 - 堺工場にて中華饅頭の製造を開始。
- 1971年
  - チョコバリ発売開始。
  - 本社工場にてプリンおよびシュークリームの製造を開始。
- 1972年 - 大阪中小企業投資育成会社から投資を受ける。
- 1973年 - くまた事業部を新設、営業開始。
- 1978年 - 東京支店開設、営業開始。
- 1979年 - 近畿カナダドライボトリング株式会社を設立。
- 1980年 - 八尾工場（冷凍配送センター）を開設。
- 1981年 - 兵庫県上郡町に化成品事業部上郡工場を新設。
- 1984年 - 本社工場・堺工場を統合し、奈良工場を新設。
- 1986年 - 化成品事業部東京営業所開設。米国イタルジェリタリア社とのライセンス契約により日本イタルジェリタリア株式会社を設立。センタンフーズ株式会社を設立。
- 1990年 - 東京の2営業所を統合し、新支店開設。
- 2002年 - 奈良第2工場新設。名古屋営業所を新設、営業開始。
- 2006年 - 本社社屋を建替え（本館）。冷凍事業部、企画開発室を奈良工場から本社本館に移転。
- 2010年 - 冷菓事業部、名古屋営業所を名古屋支店に昇格。
- 2011年 - 化成品事業部、名古屋支店を新設。
- 2012年 - 化成品事業部、上郡工場を播磨科学研究都市に移転し播磨工場に改称。

## 各部門について

### 食品原材料部
糖化品・でん粉・食品添加物などの製造を行っている。

### 冷菓事業部
センタンブランドのアイスクリームを製造する他、株式会社 明治が販売するアイスバーの製造も手掛けている。

### 化成品事業部
合成樹脂フィルムなどの製造及び開発を行っている。

## センタンブランドの主な商品
現行
- チョコバリ（バー、マルチ） - 夏の最盛期には1日に10万本が生産される。
- 王将（バー、マルチ） - チョコ・バナナ・イチゴの3つの味で構成。発売当初はフランスという名前だった。名前の由来は村田英雄の代表曲『王将』に因む。
- フロールカップ（カップ、マルチ）
- あいすくりん（ワンハンドコーン）
- 白くま（バー、マルチ）
- アイスキャンデー ミルク味（バー、マルチ） - 古き良きレトロなパッケージデザインが特徴の商品。
- やわらかあいすまんじゅう（バー、マルチ）
- 練乳氷いちご（バー、マルチ）
- 練乳抹茶金時（バー、マルチ）
- ウエハーサンド（マルチ）
- クランチシュガーコーン（マルチ）
- お化け天国（バー、マルチ）
- 古都の氷菓（カップ、マルチ）

など
終売
- ダブルソーダ
- ダブルコーラ
- デカント
- 王将モナカ
- あいすまんじゅう（バー）

など

## スポンサー番組
- ダウトをさがせ!（毎日放送制作・TBS系）
- 超!よしもと新喜劇（同上）
- 金曜テレビの星!（同上）
- ウッチャンナンチャンの炎のチャレンジャー これができたら100万円!!（テレビ朝日系）

毎日放送とは結びつきが強く、これまで同局が制作していた木曜夜8時枠の番組では頻繁に同社のCMが放送されていた（『世界まるごとHOWマッチ』を除く）。現在、同枠ではCMは放送されていない。